# Mbabane
Mbabane (également orthographié Mbabané) est la capitale de l'Eswatini. Elle compte une population de 61 940 habitants en 2015.
Elle est située sur la rivière Mbabane et son affluent, la rivière Polinjane, dans les monts Mdzimba. Elle se trouve dans la région de Hhohho, dont elle est également la capitale. L'altitude moyenne de la ville est de 1 243 mètres. Elle est située sur la route MR3.

## Histoire
Mbabane tire son nom de celui d'un chef traditionnel, Mbabane Kunene, qui vivait dans la région lorsque les colons britanniques sont arrivés.
En 1902, Mbabane est devenue le centre administratif du pays en remplacement de Bremersdorp (aujourd'hui Manzini).
Dans les années qui ont suivi l'indépendance, des bâtiments gouvernementaux, comme le consulat britannique, ont été construits à Mbabane. La croissance s'est poursuivie grâce à l'essor du tourisme en Eswatini, dont Mbabane est devenue le centre. Mbabane abrite aujourd'hui des hôtels et des sites de loisirs, tels que des clubs et des terrains de golf, destinés aux touristes.

## Géographie
Mbabane est située à 150 km à l'ouest-sud-ouest de Maputo, à 301 km à l'est-sud-est de Pretoria et à 490 km au nord-est de Maseru. Elle se trouve au cœur des monts Mdimba, dans le district de Hhohho dont elle est également le chef-lieu. Elle est traversée par deux cours d'eau : la rivière Mbabane et son affluent, la Polinjane. 
La température moyenne à Mbabane est de 15 degrés Celsius en juillet, et de 22 degrés Celsius en janvier.

### Climat
En raison de son altitude, Mbabane bénéficie d'un climat subtropical modéré de hautes terres (Köppen : CWB). La ville bénéficie d'un climat doux et les chutes de neige sont rares, ne se produisant que trois fois depuis 1900. La ville ne connaît en moyenne que quatre jours de gel par an. La température moyenne est de 11 °C (52 °F) en juillet et de 22 °C (72 °F) en janvier. L'amplitude thermique est faible, mais les nuits d'hiver sont froides pour un climat subtropical en général. La plupart des précipitations sont concentrées en été. L'écart entre le mois le plus sec (juin) et le plus humide (janvier) est de 210 mm.

## Économie
Le secteur des services financiers à Mbabane est également un moteur clé de la croissance économique, fournissant un large éventail de services tels que les services bancaires, la gestion des investissements et les assurances. La croissance continue du secteur des services financiers à Mbabane a positionné la ville comme un centre financier clé de la région, contribuant au progrès économique global de l'Eswatini.

## Enseignement supérieur
L’université d'Eswatini a été fondée en 1964.

## Lieux de culte
Parmi les lieux de culte, il y a principalement des églises et des temples chrétiens : Diocèse de Manzini (en) (Église catholique), Swaziland Reformed Church (Communion mondiale d'Églises réformées), Église chrétienne de Sion . Il y a aussi des mosquées.

## Quelques personnalités liées à la ville
- Sobhuza II (1899-1982), né et mort à Mbabane, roi de l'Eswatini.
- Bhekimpi Dlamini (1924-1999), né à Mbabane, homme politique, premier ministre de l'Eswatini.
- Dzeliwe (1927-2003), née à Mbabane, femme du roi et régente de l'Eswatini.
- Mswati III (1968), né à Mbabane, roi de l'Eswatini.
- Nandipha Mntambo (1982), née à Mbabane, artiste sud-africaine.
- Sikhanyiso Dlamini (1987), née à Mbabane, princesse et rappeuse.

## Villes jumelles
- États-Unis : Fort Worth (depuis 2004)
- Taïwan : Taipei
- Malaisie : Mersing
- Allemagne : Trèves